# 丁𢢩

丁𢢩（1924年7月22日—2013年2月17日），男，江苏无锡人，中国爆炸力学家，中国爆炸力学的主要奠基人之一。知名学生有黄风雷等。

## 生平
丁𢢩于抗日战争期间就读于浙江大学。抗战结束后，他于1948年赴美国得克萨斯农工大学化学工程系留学。1949年，他参与筹办了留美中国科学工作者协会（简称留美科协）并出任常务理事。
1950年他回到中国，任华北大学工学院副教授。1952年院系调整后，继续在北京工业学院（现北京理工大学）任教，从事爆炸技术的研究。1955年加入中国共产党。1978年，调任国务院国防工业办公室规划研究院筹备组副组长。1981年，出任北京工业学院副院长、校学术委员会主任。1992年起任爆炸灾害预防、控制国家重点实验室主任、荣誉主任。
1990年代末罹患老年痴呆。2013年在北京市海淀医院去世，终年89岁。

## 家庭
父亲丁祖庚为同盟会会员，曾任职于中华民国海军。